# 宇谷美緒
宇谷 美緒（うたに みお、1999年10月20日 - ）は、日本のモデル、タレント。広島県広島市出身。

## 略歴
- 2015年3月 - 中学卒業後、幼い頃からの夢だった「モデルになる」目的のために上京し、オムニアに所属。
- 2015年4月 - 私立BLEA（ブレア）学園女子高等部に入学し、芸能活動を開始する[3]。
- 2018年3月 - 私立BLEA学園女子高等部を卒業。

## 人物
- 趣味は、洋楽鑑賞、服のコーディネート。
- 特技は、ダンス（ヒップホップ）、短距離走（運動全般）、料理。

## エピソード
- 2015年8月 - 関東一可愛い女子高生（高校1年生限定）を決める「関東高一ミスコン2015」のグランプリを受賞[4][3]。

## 主な出演

### テレビ

#### バラエティ・情報番組
- Rの法則（NHK-Eテレ）レギュラー[5]
- MATSUぼっち（フジテレビ）秘密の花園・女子校へ!イマドキ女子高生の衝撃の生態を調査　2017年6月2日

### MV
- クロラッコ -cloraK-「片想いかよ、それな」

### 雑誌
- Ranzuki Ranzuki（ぶんか社）
- Samurai ELO（三栄書房）
- Seventeen（集英社）
- Popteen（角川春樹事務所）
- HR（グラフィティ）

### イベント
- シンデレラフェス（さいたまスーパーアリーナ）